# قنطريون مصغر
القنطريون المصغر واسمه العلمي (باللاتينية: Centaurea reducta) نوع نباتي ينتمي إلى جنس القنطريون من الفصيلة النجمية.

## الموئل والانتشار
موطنه بلاد الشام.